# Ganelius madagascariensis
Ganelius madagascariensis là một loài bọ cánh cứng trong họ Lucanidae. Loài này được Castelnau mô tả khoa học năm 1840.